# Nueva Zelanda en los Juegos Olímpicos de Atlanta 1996
Nueva Zelanda estuvo representada en los Juegos Olímpicos de Atlanta 1996 por un total de 95 deportistas que compitieron en 15 deportes.  
La portadora de la bandera en la ceremonia de apertura fue la regatista Barbara Kendall.

## Medallistas
El equipo olímpico neozelandés obtuvo las siguientes medallas:
| Nombre | Deporte  | Competición                |
| --- | -------- | -------------------------- |
| Oro |          |                            |
| Blyth Tait (Chesterfield)                                                                                              | Hípica   | Concurso completo ind.     |
| Danyon Loader | Natación | 200 m libre M              |
| Danyon Loader | Natación | 400 m libre M              |
| Plata |          |                            |
| Sally Clark (Squirrel Hill)                                                                                            | Hípica   | Concurso completo ind.     |
| Barbara Kendall | Vela     | Mistral F                  |
| Bronce |          |                            |
| Blyth Tait (Chesterfield) Andrew Nicholson (Jaggermeister II) Vaughn Jefferis (Bounce) Victoria Latta (Broadcast News) | Hípica   | Concurso completo por eqs. |